# Miquel Garau Horrach
Miquel Garau Horrach, nascut a Llucmajor, Mallorca, el 20 de maig de 1937, és un jesuïta i pintor postimpressionista mallorquí.
Miquel Garau ingressà a la Companyia de Jesús el 1959 i cursà estudis d'humanitats al Noviciat de Raymat, Lleida el curs 1961-62, i després entre 1962 i 1970 de teologia i filosofia a la Facultat de Sant Cugat del Vallès de Barcelona. Ha destacat com a pintor d'estil postimpressionista d'influència local, realitzant exposicions a Palma els anys 1977-79, 1982, 1985 i 1989.